# Avarícia
|  | Aquest article tracta sobre el sentiment. Si cerqueu la pel·lícula dirigida per Erich Von Stroheim, vegeu «Avarícia (pel·lícula)». |

L'avarícia (del llatí avaritia) és l'ànsia de posseir més del que es té, especialment en tot allò relacionat amb els diners o les coses materials. Està catalogada com un pecat per la majoria de les religions i el terme té sempre connotacions negatives.
Dante el considerava el cinquè pecat en importància. Ho relaciona amb paraules com cobdícia, guany o ànsia. És el vici per excel·lència del capitalisme segons els seus detractors, ja que és el que sustenta l'afany de consum que permet que s'aguanti el sistema. Els detractors de la publicitat sostenen que aquesta tendeix a incitar l'adquisició de més del que és necessari, cosa que seria vista, sense gaire raonament, com a forma d'avarícia.
El budisme diu que l'avarícia surt del lligam erroni entre riquesa i felicitat i per això propugna eliminar el vincle amb el món material, fals i font de patiment.

## L'avar com a personatge
L'avar s'ha convertit en un personatge literari arquetípic (inicialment eren sempre jueus, per l'antisemitisme regnant): una persona que viu miserablement malgrat tenir diners perquè no vol gastar-los i que sempre desconfia dels altres, potencials lladres o malbaratadors, fet que provoca que acabi tenint mal caràcter o fins i tot actuï com a antagonista. La figura ha estat exportada al cinema.
Els avars de ficció sovint tenen un rol còmic (el seu amor als diners els fa viure situacions ridícules) o bé moral, ja que acaben rebent un càstig.
Alguns avars cèlebres són:
- Harpagon, de l'obra L'avar de Molière, probablement l'origen del nom de l'arquetip
- Montgomery Burns, de Els Simpson
- Ebenezer Scrooge, de Cançó de Nadal (Dickens)
- Oncle Garrepa, personatge de Disney que parodia l'anterior (el seu nom original anglès és Scrooge McDuck)
- Shylock, de El mercader de Venècia de Shakespeare, l'encarnació típica del jueu avar